# 経営参加権
経営参加権（けいえいさんかけん）は、株式会社の株主が持つ権利の一つで、株主総会に出席し、企業の経営の重要な方針についての決議等に参加し、経営の意思決定に関与する権利である。株主総会の議決権が代表的な権利である。
共益権の一つであり、利益配当請求権・残余財産分配請求権などの自益権とともに、株主の権利の双璧をなす。
通常は1株または1単元株につき1票の議決権が与えられる（一株一議決権の原則）が、端株、無議決権株、単元未満株等の株主には議決権が与えられない(会社法308条)。
この権利により、株式には企業を支配できる価値が含まれると考えられ、株式は支配証券であると捉えられている。
- 会社法は、以下で条数のみ記載する。

## 派生する権利
- 招集通知を受ける権利、株主提案権（議案提案権、議題提案権）
- 少数株主権として、株主総会招集権。

## 株式を共有する場合
権利を行使するためには、原則として、行使する者一人を定め、会社に氏名又は名称を通知しなければならない。

## 行使方法
- 議場へ出席し発言、投票する。
- 代理人によって行使する。
- 書面によって行使する。
- 電磁的方法によって行使する（会社の承諾が必要）。